# 男たちの挽歌
『男たちの挽歌』（おとこたちのばんか、中国語: 英雄本色、英題:A Better Tomorrow）は、1986年制作の香港映画。監督はジョン・ウー。主演のチョウ・ユンファはこの作品が出世作となった。のちに「ジョン・ウー節」と呼ばれるスタイリッシュなガンアクション演出の原点ともなった作品である。
それまでコメディ映画やカンフー映画が主流だった香港映画界に、香港ノワール（英雄式血灑）とも呼ばれる暗黒街映画の新しい流れを作った記念碑的な作品である。
フレンチ・ノワールと日本の任侠映画を愛してやまないと監督のジョン・ウーが公言しているように、フレンチ・ノワールと日本の任侠映画のテイストが随所に織り込まれ、スタイリッシュさと人情味が融合したチョウ・ユンファ演じる主人公の造型が魅力となっており、香港だけでなく世界的に大ヒットした。

## 概要
かつて「映画の黄金時代」と言われた時期に日本で量産された娯楽映画（とりわけ、昭和30年代を中心に一世を風靡した日活のアクション映画、および昭和40年代から50年代にかけて一時代を築いた東映のヤクザ映画）を彷彿とさせる内容となっており、激しいガンアクションや火薬を大量に用いた爆破のシーンも話題を呼び、香港のみならずアジア各国でも大ヒットした。また、スローモーションを多用した銃撃戦は、サム・ペキンパーの『ワイルドバンチ』の影響を強く受けたと言われている。さらにセルジオ・レオーネや深作欣二からも多大な影響を受けていることは有名である。逆にこの作品が後世の映像作家に与えた影響も大きく、『マトリックス』シリーズのウォシャウスキー姉妹も「日本のアニメとジョン・ウーのファンだ」と公言している。
この人気により、『男たちの挽歌 II』、「アゲイン/明日への誓い』とシリーズは計3本製作された。他にも『狼 男たちの挽歌・最終章』、『ハード・ボイルド 新・男たちの挽歌』といった作品もあるが、これらは監督と主演が同じだけで、シリーズのあらすじには関連性がなく、日本で独自に同じタイトルがつけられたものである。しかし、ツイ・ハーク、ジョン・ウーの2人とも「男たちの挽歌」という日本語タイトルを気に入っているという。
第6回香港電影金像奨最優秀作品賞・最優秀主演男優賞（チョウ・ユンファ）、第23回金馬奨最優秀監督賞を受賞している。
2021年に開催された「第6回ジャッキー・チェン国際アクション映画ウィーク」（成龍国際動作電影周）で発表された「映画史に残る10大アクション映画」の中の一つに選出された。

## 制作へのきっかけ
香港映画界で独自の路線を貫き通したことでジョン・ウーとティ・ロンが台湾に追われることになり、不遇の生活を送っていたところ、友人であるツイ・ハークが「もう一度、香港で映画を作ろう」と台湾に出向いて香港映画界に復活させたことが本作の制作のきっかけとなった（そのエピソードは、冒頭の出所したホーを警部が迎えに行く場面に引用されている）。なお、当時ジョン・ウーが在籍していたのはゴールデン・ハーベスト社で、戦争映画『ソルジャー・ドッグス』の暴力描写が「暴力的すぎて深刻すぎる」と問題となり（お蔵入りとなり）干されることになったという。
ベースとなったのは、ロン・コン監督の1967公開の香港映画『英雄本色』である。ジョン・ウーとツイ・ハークは、ただのカンフー映画とは違う新たな犯罪アクション映画を作るという意気込みで製作に挑み、黒社会に生きる2人の男の友情、アウトローと警官という異なる世界に生きる兄弟間の葛藤、取引相手や恩知らずの元後輩の裏切りでどん底に落ちた男たちの復讐劇の男気などを通して、男たちの熱い絆をドラマチックに描くことを主眼した。

## ストーリー
香港。三合会の幹部として偽札製造に関与し、ボスのユーからの覚えもめでたいホーは、病気の父と、警察官を志望する実弟・キットの面倒を見ていた。ホーの父は兄の稼業を知らないキットのことを考え、ホーに足を洗うよう懇願する。ホーは最後の仕事と決めた台湾マフィア・ワンとの取引に赴くが、ワンの甥が裏切り、駆け付けた警官隊に包囲されてしまう。ホーは弟分のシンを逃がし、自分だけが自首して罪をかぶる。
取り調べを受けるホーへの脅しとして、三合会はホーの父の身柄を抑えようとするが、派遣された刺客は居合わせたキットとその彼女・ジャッキーと乱闘になり、騒動の中でホーの父は死亡してしまう。一方、ホーの親友である三合会幹部・マークは、ワンの情報を基に単身でワンの甥たちの元へ向かい、報復として皆殺しにする。しかしその中で右足を撃たれてしまい、歩行の自由が利かない体になる。
3年後、出所して香港に戻ったホーは刑事になったキットの元を訪れるが、父の死の原因は兄にあると断じるキットに殴られ、絶交を言い渡される。ホーは出所時に紹介された前科者ばかりのタクシー会社に就職し、堅気となって穏やかに暮らすことを決意する。ある日ホーは、失脚し雑用係に落ちぶれたマークと、幹部に出世したシンと再会する。ユーを差し置いて三合会を掌握するシンは、ホーに危険な仕事を任せようとし、失ったものを取り戻したいマークも再びホーと組むことを望むが、ホーはそれらの誘いを断る。一方、警察はホーがシンと接触した様子を確認し、そのためにキットの昇進は却下され、三合会の捜査から外されてしまう。兄との仲を取り戻させたいジャッキーの説得も空しく、キットは兄への憎しみを募らせる。
自分の面子を潰したホーへの報復として、シンはキットの身を狙う。ホーはキットに警告するが、功を焦るキットは兄の忠告を無視して単身潜入し、返り討ちに合う。更にマークもシンに激しい暴行を受け、ホーのタクシー会社も組員に破壊される。マークと共に逃亡したホーは覚悟を固め、2人で偽札の原版を強奪してジャッキーに託すと、シンに取引を持ち掛ける。シンは煩く指図するユーを殺害し、それがホーの仕業であるように工作した後、取引現場である夜更けの埠頭に向かう。
キットを通じて警察に取引を知らせ、組員たちを逮捕させるのがホーの計略だったが、ホーとマークは先手を打って隠れていた組員たちに取り囲まれる。単身でホーを追ってきたキットも加えた3人は銃を手に応戦し、マークの犠牲と引き換えに組員たちを退ける。シンを射殺したホーは、キットの持つ手錠を取り上げて自分にかける。キットは更生を誓う兄の手を取り、待ち受ける警官隊の方へ歩き出すのだった。

## キャスト
| 役名                   | 俳優             | 日本語吹替                            | 日本語吹替                                     | 日本語吹替                             |
| 役名                   | 俳優             | 新ソフト版                            | 旧ソフト版                                     | TBS版                                  |
| ---------------------- | ---------------- | ------------------------------------- | ---------------------------------------------- | -------------------------------------- |
| マーク（李馬克）       | チョウ・ユンファ | 磯部勉                                | 相沢正輝                                       | 玄田哲章                               |
| ホー（宋子豪）         | ティ・ロン       | 堀勝之祐                              | 大滝進矢                                       | 堀勝之祐                               |
| キット（宋子杰）       | レスリー・チャン | 井上和彦                              | 高木渉                                         | 関俊彦                                 |
| ジャッキー             | エミリー・チュウ | 中原麻衣                              | 増田ゆき                                       | 玉川紗己子                             |
| シン（譚成）           | レイ・チーホン   | 堀内賢雄                              | 成田剣                                         | 大塚芳忠                               |
| キン（堅叔）           | ケネス・ツァン   | 野島昭生                              | 青山穣                                         | 広瀬正志                               |
| ホーの父（宋景文）     | ティエン・ファン | 藤本譲                                |                                                |                                        |
| ユー社長               | シー・イェンズ   | 佐々木敏                              | 山野井仁                                       | 村松康雄                               |
| シンの手下             | シン・フイオン   | 山野井仁                              | 山野井仁                                       |                                        |
| 偽札技師               | レウ・ミン       | 田原アルノ                            |                                                |                                        |
| 香港警察・部長         | カム・ヒン・イン | 田中正彦                              |                                                | 若本規夫                               |
| 台湾警察・警部         | ジョン・ウー     | 森田順平                              | 山野井仁                                       | 納谷六朗                               |
| 音楽学院の審査員       | ツイ・ハーク     | 野島昭生                              |                                                |                                        |
| 台湾黒社会のボス・ワン | 王俠             | 飛田展男                              |                                                |                                        |
| その他声の出演         | その他声の出演   | 西村太佑 雨宮弘樹 織部ゆかり 衣鳩志野 | 鈴木正和 河相智哉 千葉進歩 佐藤美智子 北川勝博 | 小関一 荒川太郎 小室正幸 伊井篤史 ほか |
|                        |                  |                                       |                                                |                                        |
| 日本語吹替演出         |                  | 市来満                                |                                                | 藤山房伸                               |
| 日本語吹替翻訳         |                  | 高橋結花                              |                                                | 木原文子                               |

- 新ソフト版：2013年パラマウント発売の日本語吹替収録版BD&DVDに収録
- 旧ソフト版：1999年カルチュア・パブリッシャーズ発売のDVDに収録
- TBS版：初回放送1989年2月21日『火曜ロードショー』

## スタッフ
- 監督：ジョン・ウー
- 製作：ツイ・ハーク
- 製作総指揮：ウォン・カーマン
- 撮影：ウォン・ウィン・ハン
- アクション指導：ブラッキー・コー、トン・ワイ

## 主題歌
「當年情」
作詞 - ジェームズ・ウォン、作曲・編曲 - ジョセフ・クー、歌 - レスリー・チャン

## 挿入歌
「幾許風雨」
作詞 - 小美、作曲 - 秋世镐、歌 - ：ロマン・タム ：バーで12年前インドネシアで恥をかいた話をしているシーンで流れる曲
「免失志」
作詞 - 王秀英、作曲 - 陳宏、歌 - 陳小雲：楓林閣襲撃シーンで流れる曲
「明天會更好」
作詞 - 羅大佑、張大春、許乃勝、李壽全、邱復生、シルヴィア・チャン、詹宏志、作曲 - 羅大佑、編曲 - 陳志遠：英題「A BETTER TOMORROW」はこの曲の題名に由来する

## リメイク

### インド版
1994年に『Aatish: Feel the Fire』のタイトルで公開された。日本未公開。
- 監督：サンジャイ・グプタ（英語版）
- 出演：サンジャイ・ダット、アディチャ・パンチョリ（英語版）、ラビーナ・タンドン（英語版）、カリスマ・カプール（英語版）

### 韓国版
『男たちの挽歌 A BETTER TOMORROW』（原題：무적자）は、2010年の韓国映画。
基本的なストーリーはオリジナルとほぼ同じであるが、主要人物が朝鮮民主主義人民共和国からの脱北者である。オリジナル以上に悲劇的な結末などリメイク版独自の展開が追加されている。
日本公開は2011年2月19日で、キャッチコピーは「最期に賭けたものは、「明日」。」。

#### キャスト（韓国版）
- ヒョク：チュ・ジンモ
- ヨンチュン：ソン・スンホン
- テミン：チョ・ハンソン
- チョル：キム・ガンウ
- チョン社長：キム・ヘゴン
- パク刑事：イ・ギョンヨン
- おばさん：キム・ジヨン
- イ刑事：イム・ヒョンジュン

#### スタッフ（韓国版）
- 監督：ソン・ヘソン
- 製作総指揮：ジョン・ウー、テレンス・チャン
- 脚本：キム・ヒョソク、イ・テッキョン、チェ・グンモ、キム・ヘゴン
- 撮影：カン・スンギ
- 音楽：イ・ジェジン

### 中国版
『男たちの挽歌 REBORN』（原題：英雄本色2018）は、2018年の中国映画。
日本では劇場未公開で、2020年5月20日にDVDがリリースされた。

#### キャスト（中国版）
- カイ：ワン・カイ
- チャオ：マー・ティエンユー
- マーク：ダレン・ワン
- ピージャ：ラム・シュー
- 岡村：中野裕太
- ：エリック・ツァン

#### スタッフ（中国版）
- 監督：ディン・シェン
- 脚本：ディン・シェン、ウー・ヤン
- プロデューサー：チョウ・ミャオ
- 撮影：ディン・ユー

## 舞台化

### 日本
- 音楽劇『A BETTER TOMORROW―男たちの挽歌―』[7]
  - 2024年6月24日 - 7月8日（東京・日本青年館ホール）
  - 2024年7月12日 - 16日（大阪・オリックス劇場）
  - 脚本・演出：鄭義信
  - 出演：松倉海斗、川島如恵留、ほか